# Queen Games
 (septembre 2024).

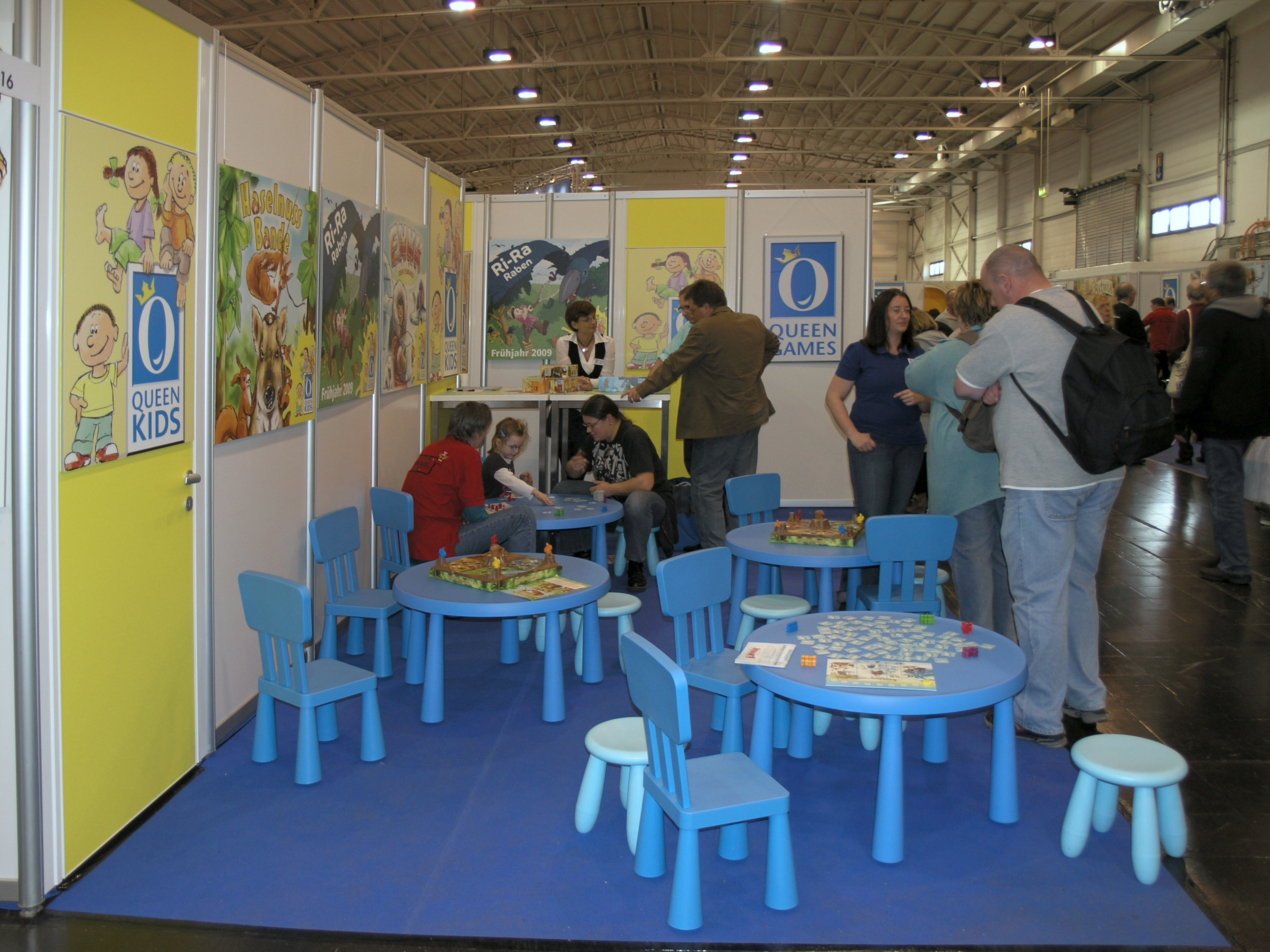
Essen Spiel 2008

Queen Games est un éditeur de jeux de société basé à Troisdorf en Allemagne. La société est dirigée par son fondateur, M. Rajive Gupta.

## Quelques jeux édités
- Die Händler, 1999, Wolfgang Kramer et Richard Ulrich
- Laguna, 2000, Bernhard Weber
- Metro, 2000, Dirk Henn, Mensa Select Mind Games  2001
- Alhambra, 2003, Dirk Henn, Spiel des Jahres  2003, Essener Feder  2003, As d'or  2003, Schweizer Spielepreis  famille 2003
- Industria, 2003, Michael Schacht
- Indus, 2004, Wolfgang Panning
- Shogun, 2006, Dirk Henn
- Chicago Express, 2007, John Bohrer
- Granada, 2009 Dirk Henn
- Colonia, 2009 Dirk Henn
- Kingdom Builder, 2011, Donald X. Vaccarino